# Episodi di Der Winzerkönig (terza stagione)
La terza stagione della serie televisiva Der Winzerkönig è stata trasmessa in anteprima in Austria da ORF 2 tra il 20 maggio 2010 e il 12 agosto 2010.
| nº | Titolo originale    | Titolo italiano | Prima TV Austria | Prima TV Italia |
| -- | ------------------- | --------------- | ---------------- | --------------- |
| 1  | Neue Ziele          | inedito         | 20 maggio 2010   | inedito         |
| 2  | Heftige Turbulenzen | inedito         | 27 maggio 2010   | inedito         |
| 3  | Die Reise           | inedito         | 3 giugno 2010    | inedito         |
| 4  | Zukunftspläne       | inedito         | 10 giugno 2010   | inedito         |
| 5  | Die Krise           | inedito         | 17 giugno 2010   | inedito         |
| 6  | Ende und Anfang     | inedito         | 24 giugno 2010   | inedito         |
| 7  | Fluchtpunkte        | inedito         | 1º luglio 2010   | inedito         |
| 8  | Wohin und zurück    | inedito         | 8 luglio 2010    | inedito         |
| 9  | Die Kandidatin      | inedito         | 15 luglio 2010   | inedito         |
| 10 | Auf Kollisionskurs  | inedito         | 22 luglio 2010   | inedito         |
| 11 | Die Qual der Wahl   | inedito         | 29 luglio 2010   | inedito         |
| 12 | Neue Wege           | inedito         | 5 agosto 2010    | inedito         |
| 13 | Bleiben und gehen   | inedito         | 12 agosto 2010   | inedito         |